# Liga Europy UEFA
Liga Europy UEFA (ang. UEFA Europa League, wym. /juːˈeɪ̯fə jʊˈɹoʊ̯pə ˈliːg/) – międzynarodowy klubowy turniej piłki nożnej, organizowany przez Unię Europejskich Federacji Piłkarskich, w którym biorą udział zespoły zajmujące czołowe lokaty w narodowych rozgrywkach najwyższego szczebla, z wyłączeniem drużyn biorących udział w Lidze Mistrzów. Utworzony został w 2009 roku jako kontynuacja Pucharu UEFA (ang. UEFA Cup, /juːˈeɪ̯fə ˈkʌp/; 1971–2009).

## Historia turnieju
O Puchar UEFA rywalizowano po raz pierwszy w sezonie 1971/1972. Powszechnie uważa się, że jest on kontynuacją Pucharu Miast Targowych. UEFA nie uznaje jednak tego drugiego za swój oficjalny turniej.
Obowiązująca początkowo reguła „jedno miasto, jeden klub”, pochodząca jeszcze z Pucharu Miast Targowych, została zniesiona w sezonie 1975/1976, kiedy w rozgrywkach wzięły udział dwie drużyny z Liverpoolu – Liverpool F.C. i Everton F.C. Po reformach rozgrywek pucharowych w połowie lat 90. XX w. w Pucharze UEFA występowali także mistrzowie nisko notowanych federacji europejskich oraz dołączane są drużyny wyeliminowane z eliminacji i rozgrywek grupowych Ligi Mistrzów, a po likwidacji Pucharu Zdobywców Pucharów także zwycięzcy krajowych rozgrywek pucharowych (w Polsce – Puchar Polski).
W sezonie 2009/2010 puchar został przekształcony w Ligę Europy UEFA.

## System turnieju

### Puchar UEFA 1971–2004
Od pierwszego sezonu Pucharu UEFA kolejne rundy były rozgrywane systemem play-off w dwumeczach. W sezonie 1997/1998 po raz pierwszy dwumecz finałowy zastąpiono pojedynczym spotkaniem. Od sezonu 1994/1995 rozgrywano rundę kwalifikacyjną. W sezonie 1996/1997 po raz pierwszy w rozgrywkach brały udział drużyny, które odpadły w rundzie kwalifikacyjnej Ligi Mistrzów UEFA tego samego roku, od sezonu 1999/2000 do turniejów o Puchar UEFA dołączały zespoły zajmujące 3. miejsce w rundzie grupowej Ligi Mistrzów w tym samym sezonie.

### Puchar UEFA 2004–2009
Od sezonu 2004/2005 rozgrywki o Puchar UEFA przeprowadzane były systemem pucharowo-grupowym. Eliminacje oraz pierwszą, trzecią i każdą kolejną rundę rozgrywano w dwumeczach, których zwycięzcy awansowali dalej. Drugą rundą były rozgrywki grupowe, w których brało udział 40 zespołów podzielonych na 8 pięciozespołowych grup. Każda drużyna grała po jednym meczu z przeciwnymi drużynami – w sumie 2 mecze u siebie i 2 na wyjeździe. Do następnej rundy awansowały 32 zespoły:
- 24 zespoły z drugiej rundy – po 3 z każdej grupy,
- 8 zespołów, które zajęły 3. miejsca w grupach pierwszej rundy Ligi Mistrzów.

Rywalizowały one w dwumeczach (przegrywający odpada) – po każdej z nich pozostawało: 16, 8, 4 i 2 drużyny, które rozgrywają mecz finałowy na stadionie wybranym przed rozpoczęciem sezonu przez UEFA.

### Liga Europy UEFA
W 2008 r. zostały ustalone zasady przeprowadzania rozgrywek Ligi Europy UEFA, które obowiązują od sezonu 2009/2010. Turniej składa się z faz: kwalifikacyjnej, grupowej i pucharowej. Zasady te (z drobnymi zmianami) obowiązywały do sezonu 2020/2021 włącznie, po którym doszło do zmian związanych z wprowadzeniem Ligi Konferencji Europy UEFA. Następna reforma rozgrywek miała miejsce w sezonie 2024/2025.

#### Faza kwalifikacyjna
Kwalifikacje do Ligi Europy UEFA podzielone są na cztery rundy. Drużyny w nich startujące rozgrywają spotkania w parach, na zasadach dwumeczu. Ogółem w fazie kwalifikacyjnej mogą wziąć udział 174 drużyny.
W pierwszej rundzie bierze udział 50 drużyn:
- 2 zdobywców pucharów z Andory i San Marino,
- 16 wicemistrzów krajów zajmujących miejsca 35–51 w rankingu UEFA[a],
- 29 trzecich drużyn z krajów zajmujących miejsca 22–51 w rankingu UEFA[a],
- 3 drużyny, które zwyciężyły rankingi fair-play w 3 pierwszych krajach rankingu fair-play UEFA.

W drugiej rundzie bierze udział 80 drużyn:
- 25 zwycięzców dwumeczów pierwszej rundy,
- 24 zdobywców pucharów krajów zajmujących miejsca 28–51 w rankingu UEFA,
- 16 wicemistrzów krajów zajmujących miejsca 19–34 w rankingu UEFA,
- 6 trzecich drużyn z krajów zajmujących miejsca 16–21 w rankingu UEFA,
- 6 czwartych drużyn z krajów zajmujących miejsca 10–15 w rankingu UEFA,
- 3 piąte drużyny krajów zajmujących miejsca 7–9 w rankingu UEFA.

W trzeciej rundzie bierze udział 70 drużyn:
- 40 zwycięzców dwumeczów drugiej rundy,
- 12 zdobywców pucharów krajów zajmujących miejsca 16–27 w rankingu UEFA,
- 3 wicemistrzów krajów zajmujących miejsca 16–18 w rankingu UEFA,
- 6 trzecich drużyn krajów zajmujących miejsca 10–15 w rankingu UEFA,
- 3 czwarte drużyny krajów zajmujących miejsca 7–9 w rankingu UEFA,
- 3 piąte drużyny krajów zajmujących miejsca 4–6 w rankingu UEFA,
- 3 szóste drużyny krajów zajmujących miejsca 1–3 w rankingu UEFA.

W rundzie play-off (czwartej rundzie) biorą udział 74 drużyny:
- 35 zwycięzców dwumeczów trzeciej rundy,
- 15 zdobywców pucharów krajów zajmujących miejsca 1–15 w rankingu UEFA,
- 3 trzecie drużyny krajów zajmujących miejsca 7–9 w rankingu UEFA,
- 3 czwarte drużyny krajów zajmujących miejsca 4–6 w rankingu UEFA,
- 3 piąte drużyny krajów zajmujących miejsca 1–3 w rankingu UEFA,
- 15 drużyn, które odpadły w trzeciej rundzie kwalifikacyjnej Ligi Mistrzów UEFA.

#### Faza grupowa
W rundzie grupowej bierze udział 48 drużyn:
- 37 zwycięzców dwumeczów rundy play-off,
- 10 drużyn, które odpadły w rundzie play-off kwalifikacji Ligi Mistrzów UEFA,
- 1 drużyna, zwycięzca Ligi Konferencji Europy UEFA.

Są one dzielone na 12 grup po 4 drużyny, w których wszystkie zespoły rozgrywają między sobą po dwa mecze.
- od sezonu 2012/2013 decyzją Komitetu Centralnego UEFA, zdobywcy krajowych pucharów 6 najsilniejszych federacji (o ile nie zapewnili sobie udziału w Lidze Mistrzów UEFA) kwalifikują się do fazy grupowej bez eliminacji[b].

#### Faza pucharowa
W pierwszej rundzie pucharowej biorą udział 32 drużyny:
- 24 zdobywców dwóch pierwszych miejsc w każdej z grup fazy grupowej Ligi Europa UEFA,
- 8 zdobywców trzecich miejsc w każdej z grup fazy grupowej Ligi Mistrzów UEFA.

Są one dzielone na 16 par, w których drużyny rozgrywają między sobą dwumecze. Zwycięzcy awansują do kolejnej rundy i konsekwentnie – przez ćwierćfinały i półfinały – do finału, rozgrywanego na wybranym przez UEFA stadionie.

#### Nagrody pieniężne
Podobnie jak w Lidze Mistrzów UEFA, nagrody pieniężne otrzymane przez kluby są podzielone na stałe płatności oparte na uczestnictwie i wynikach oraz kwoty zmienne, które zależą od wartości ich rynku telewizyjnego.
W sezonie 2021–22 udział w fazie grupowej w Lidze Europy zapewnił wygraną podstawową w wysokości 3 630 000 euro. Zwycięstwo w grupie to 630 000 euro, a remis 210 000 euro. Ponadto każdy zwycięzca grupy zarabia 1 100 000 EUR, a każdy zdobywca drugiego miejsca 550 000 EUR. Dotarcie do fazy pucharowej pociąga za sobą dodatkowe premie: 500 000 € za rundę 32, 1 200 000 € za rundę 16, 1 800 000 € za ćwierćfinały i 2 800 000 € za półfinały. Przegrani finaliści otrzymują 4 600 000 euro, a mistrzowie 8 600 000 euro.
- Zakwalifikowany do fazy grupowej: 3 630 000 €
- Wygrany mecz w fazie grupowej: 630 000 €
- Mecz zremisowany w fazie grupowej: 210 000 €
- 1. miejsce w fazie grupowej: 1 100 000 €
- 2. miejsce w fazie grupowej: 550 000 €
- Play-offy rundy pucharowej: 500 000 €
- 1/8 finału: 1 200 000 €
- Ćwierćfinał: 1 800 000 €
- Półfinał: 2 800 000 €
- Drugie miejsce: 4 600 000 €
- Mistrz: 8 600 000 €

### Liga Europy UEFA – reforma rozgrywek od sezonu 2024/2025
Od sezonu 2024/2025 powiększono liczbę drużyn do 36, ponadto zrezygnowano z podziału na osiem grup. Obecnie wszystkie zespoły grają w jednej grupie (lidze), a każdy z nich ma do rozegrania osiem meczów z ośmioma różnymi rywalami.
Drużyny z miejsc 1-8 awansują bezpośrednio do 1/8 finału, drużyny z miejsc 9-24 rozegrają baraże o awans do 1/8 finału, a drużyny z miejsc 25-36 definitywnie odpadają z rozgrywek. Zrezygnowano ze spadków do Ligi Konferencji, które miały miejsce w latach 2020–2024, podobnie obecnie do Ligi Europy nie spadają zespoły z Ligi Mistrzów jak było wcześniej.
Faza pucharowa pozostała bez zmian.

## Mecze finałowe
| Sezon     | Zwycięzca                | Pokonany                 | Wynik                                         | Stadion                                     |
| --------- | ------------------------ | ------------------------ | --------------------------------------------- | ------------------------------------------- |
| 1971/1972 | Tottenham Hotspur        | Wolverhampton Wanderers  | 2-1 (0-0); 1-1 (1-1)                          |                                             |
| 1972/1973 | Liverpool F.C.           | Borussia Mönchengladbach | 0-0, 3-0 (2-0); 0-2 (0-2)                     |                                             |
| 1973/1974 | Feyenoord Rotterdam      | Tottenham Hotspur        | 2-2 (1-1); 2-0 (1-0)                          |                                             |
| 1974/1975 | Borussia Mönchengladbach | Twente Enschede          | 0-0 (0-0); 5-1 (2-0)                          |                                             |
| 1975/1976 | Liverpool F.C.           | Club Brugge              | 3-2 (0-2); 1-1 (1-1)                          |                                             |
| 1976/1977 | Juventus Turyn           | Athletic Bilbao          | 1-0 (1-0); 1-2 (1-1) wyj.                     |                                             |
| 1977/1978 | PSV Eindhoven            | SC Bastia                | 0-0 (0-0); 3-0 (1-0)                          |                                             |
| 1978/1979 | Borussia Mönchengladbach | Crvena zvezda Belgrad    | 1-1 (0-1); 1-0 (1-0)                          |                                             |
| 1979/1980 | Eintracht Frankfurt      | Borussia Mönchengladbach | 3-2 (1-1); 1-0 (0-0) wyj.                     |                                             |
| 1980/1981 | Ipswich Town F.C.        | AZ Alkmaar               | 3-0 (1-0); 2-4 (2-3)                          |                                             |
| 1981/1982 | IFK Göteborg             | Hamburger SV             | 1-0 (0-0); 3-0 (1-0)                          |                                             |
| 1982/1983 | RSC Anderlecht           | Benfica Lizbona          | 1-0 (1-0); 1-1 (1-1)                          |                                             |
| 1983/1984 | Tottenham Hotspur        | RSC Anderlecht           | 1-1 (0-0); 1-1, k. 4-3 (1-1, 1-1, 0-0)        |                                             |
| 1984/1985 | Real Madryt              | Videoton Székesfehérvár  | 3-0 (1-0); 0-1 (0-0)                          |                                             |
| 1985/1986 | Real Madryt              | 1. FC Köln               | 5-1 (2-1); 0-2 (0-1)                          |                                             |
| 1986/1987 | IFK Göteborg             | Dundee United            | 1-0 (1-0); 1-1 (1-0)                          |                                             |
| 1987/1988 | Bayer 04 Leverkusen      | Espanyol Barcelona       | 3-0 (0-1); 3-0, k. 3-2 (0-0, 3-0, 3-0)        |                                             |
| 1988/1989 | SSC Napoli               | VfB Stuttgart            | 2-1 (0-1); 3-3 (2-1)                          |                                             |
| 1989/1990 | Juventus Turyn           | ACF Fiorentina           | 3-1 (1-1); 0-0 (0-0)                          |                                             |
| 1990/1991 | Inter Mediolan           | AS Roma                  | 2-0 (0-0); 0-1 (0-0)                          |                                             |
| 1991/1992 | Ajax Amsterdam           | Torino FC                | 2-2 (1-0); 0-0 (0-0) wyj.                     |                                             |
| 1992/1993 | Juventus Turyn           | Borussia Dortmund        | 3-1 (2-1); 3-0 (2-0)                          |                                             |
| 1993/1994 | Inter Mediolan           | Austria Casino Salzburg  | 1-0 (1-0); 1-0 (0-0)                          |                                             |
| 1994/1995 | AC Parma                 | Juventus Turyn           | 1-0 (1-0); 1-1 (1-0)                          |                                             |
| 1995/1996 | Bayern Monachium         | Girondins Bordeaux       | 2-0 (1-0); 3-1 (0-0)                          |                                             |
| 1996/1997 | Schalke 04 Gelsenkirchen | Inter Mediolan           | 1-0 (0-0); 0-1, k. 4-1 (0-0, 0-1, 0-1)        |                                             |
| 1997/1998 | Inter Mediolan           | Lazio Rzym               | 3-0 (1-0)                                     | Parc des Princes w Paryżu                   |
| 1998/1999 | AC Parma                 | Olympique Marsylia       | 3-0 (2-0)                                     | Stadion Łużniki w Moskwie                   |
| 1999/2000 | Galatasaray SK           | Arsenal F.C.             | 0-0, k. 4-1 (0-0, 0-0, 0-0)                   | Parken w Kopenhadze                         |
| 2000/2001 | Liverpool F.C.           | Deportivo Alavés         | 5-4 zg (3-1, 4-4, 4-4)                        | Westfalenstadion w Dortmundzie              |
| 2001/2002 | Feyenoord Rotterdam      | Borussia Dortmund        | 3-2 (2-0)                                     | Feijenoord Stadion w Rotterdamie            |
| 2002/2003 | FC Porto                 | Celtic F.C.              | 3-2 SG (1-0, 2-2, 2-2)                        | Estadio La Cartuja w Sewilli                |
| 2003/2004 | Valencia CF              | Olympique Marsylia       | 2-0 (1-0)                                     | Ullevi w Göteborgu                          |
| 2004/2005 | CSKA Moskwa              | Sporting CP              | 3-1 (0-1)                                     | Estádio José Alvalade w Lizbonie            |
| 2005/2006 | Sevilla FC               | Middlesbrough F.C.       | 4-0 (1-0)                                     | Philips Stadion w Eindhoven                 |
| 2006/2007 | Sevilla FC               | Espanyol Barcelona       | 2-2, k. 3-1 (1-1, 1-1, 2-1)                   | Hampden Park w Glasgow                      |
| 2007/2008 | Zenit Petersburg         | Rangers F.C.             | 2-0 (0-0)                                     | City of Manchester Stadium w Manchesterze   |
| 2008/2009 | Szachtar Donieck         | Werder Brema             | 2-1 dogr. (1-1, 1-1, 2-1)                     | Şükrü Saracoğlu Stadyumu w Stambule         |
|           |                          |                          |                                               |                                             |
| 2009/2010 | Atlético Madryt          | Fulham F.C.              | 2:1 (1:1, 1:1, 1:1), po dogrywce              | Volksparkstadion w Hamburgu                 |
| 2010/2011 | FC Porto                 | SC Braga                 | 1:0 (1:0)                                     | Aviva Stadium w Dublinie                    |
| 2011/2012 | Atlético Madryt          | Athletic Bilbao          | 3:0 (2:0)                                     | Arena Narodowa w Bukareszcie                |
| 2012/2013 | Chelsea F.C.             | Benfica Lizbona          | 2:1 (0:0)                                     | Amsterdam ArenA w Amsterdamie               |
| 2013/2014 | Sevilla FC               | Benfica Lizbona          | 0:0 (0:0, 0:0, 0:0), po dogrywce, karne 4:2   | Juventus Stadium w Turynie                  |
| 2014/2015 | Sevilla FC               | Dnipro Dniepropetrowsk   | 3:2 (2:2)                                     | Stadion Narodowy w Warszawie                |
| 2015/2016 | Sevilla FC               | Liverpool F.C.           | 3:1 (0:1)                                     | St. Jakob-Park w Bazylei                    |
| 2016/2017 | Manchester United        | Ajax Amsterdam           | 2:0 (1:0)                                     | Friends Arena w Solnie                      |
| 2017/2018 | Atlético Madryt          | Olympique Marsylia       | 3:0 (1:0)                                     | Parc OL w Décines-Charpieu                  |
| 2018/2019 | Chelsea F.C.             | Arsenal F.C.             | 4:1 (0:0)                                     | Stadion Olimpijski w Baku                   |
| 2019/2020 | Sevilla FC               | Inter Mediolan           | 3:2 (2:2)                                     | RheinEnergieStadion w Kolonii               |
| 2020/2021 | Villarreal CF            | Manchester United        | 1:1 (1:0, 1:1, 1:1), po dogrywce, karne 11:10 | Polsat Plus Arena w Gdańsku                 |
| 2021/2022 | Eintracht Frankfurt      | Rangers F.C.             | 1:1 (0:0, 1:1, 1:1), po dogrywce, karne 5:4   | Estadio Ramón Sánchez Pizjuán w Sewilli     |
| 2022/2023 | Sevilla FC               | AS Roma                  | 1:1 (0:1, 1:1, 1:1), po dogrywce, karne 4:1   | Puskás Aréna w Budapeszcie                  |
| 2023/2024 | Atalanta Bergamo         | Bayer 04 Leverkusen      | 3:0 (2:0)                                     | Aviva Stadium w Dublinie                    |
| 2024/2025 | Tottenham Hotspur        | Manchester United        | 1:0 (1:0)                                     | San Mamés w Bilbao                          |
| 2025/2026 |                          |                          |                                               | Vodafone Arena w Stambule                   |
| 2026/2027 |                          |                          |                                               | Deutsche Bank Park we Frankfurcie nad Menem |

## Osiągnięcia według klubów
| Drużyna                  | Zwycięzca | Finalista | Zwycięzca (lata)                         | Finalista (lata) |
| ------------------------ | --------- | --------- | ---------------------------------------- | ---------------- |
| Sevilla FC               | 7         | 0         | 2006, 2007, 2014, 2015, 2016, 2020, 2023 | –                |
| Inter Mediolan           | 3         | 2         | 1991, 1994, 1998                         | 1997, 2020       |
| Liverpool F.C.           | 3         | 1         | 1973, 1976, 2001                         | 2016             |
| Juventus Turyn           | 3         | 1         | 1977, 1990, 1993                         | 1995             |
| Tottenham Hotspur        | 3         | 1         | 1972, 1984, 2025                         | 1974             |
| Atlético Madryt          | 3         | 0         | 2010, 2012, 2018                         | –                |
| Borussia Mönchengladbach | 2         | 2         | 1975, 1979                               | 1973, 1980       |
| Feyenoord Rotterdam      | 2         | 0         | 1974, 2002                               | –                |
| Eintracht Frankfurt      | 2         | 0         | 1980, 2022                               | –                |
| IFK Göteborg             | 2         | 0         | 1982, 1987                               | –                |
| Real Madryt              | 2         | 0         | 1985, 1986                               | –                |
| AC Parma                 | 2         | 0         | 1995, 1999                               | –                |
| FC Porto                 | 2         | 0         | 2003, 2011                               | –                |
| Chelsea F.C.             | 2         | 0         | 2013, 2019                               | –                |
| Manchester United        | 1         | 2         | 2017                                     | 2021, 2025       |
| RSC Anderlecht           | 1         | 1         | 1983                                     | 1984             |
| Ajax Amsterdam           | 1         | 1         | 1992                                     | 2017             |
| Bayer 04 Leverkusen      | 1         | 1         | 1988                                     | 2024             |
| PSV Eindhoven            | 1         | 0         | 1978                                     | –                |
| Ipswich Town             | 1         | 0         | 1981                                     | –                |
| SSC Napoli               | 1         | 0         | 1989                                     | –                |
| Bayern Monachium         | 1         | 0         | 1996                                     | –                |
| Schalke 04 Gelsenkirchen | 1         | 0         | 1997                                     | –                |
| Galatasaray SK           | 1         | 0         | 2000                                     | –                |
| Valencia CF              | 1         | 0         | 2004                                     | –                |
| CSKA Moskwa              | 1         | 0         | 2005                                     | –                |
| Zenit Petersburg         | 1         | 0         | 2008                                     | –                |
| Szachtar Donieck         | 1         | 0         | 2009                                     | –                |
| Villarreal CF            | 1         | 0         | 2021                                     | –                |
| Atalanta Bergamo         | 1         | 0         | 2024                                     | –                |
| Benfica Lizbona          | 0         | 3         | –                                        | 1983, 2013, 2014 |
| Olympique Marsylia       | 0         | 3         | –                                        | 1999, 2004, 2018 |
| Athletic Bilbao          | 0         | 2         | –                                        | 1977, 2012       |
| Espanyol Barcelona       | 0         | 2         | –                                        | 1988, 2007       |
| Borussia Dortmund        | 0         | 2         | –                                        | 1993, 2002       |
| Arsenal F.C.             | 0         | 2         | –                                        | 2000, 2019       |
| Rangers F.C.             | 0         | 2         | –                                        | 2008, 2022       |
| AS Roma                  | 0         | 2         | –                                        | 1991, 2023       |
| Wolverhampton Wanderers  | 0         | 1         | –                                        | 1972             |
| Twente Enschede          | 0         | 1         | –                                        | 1975             |
| Club Brugge              | 0         | 1         | –                                        | 1976             |
| SC Bastia                | 0         | 1         | –                                        | 1978             |
| Crvena zvezda Belgrad    | 0         | 1         | –                                        | 1979             |
| AZ Alkmaar               | 0         | 1         | –                                        | 1981             |
| Hamburger SV             | 0         | 1         | –                                        | 1982             |
| Videoton Székesfehérvár  | 0         | 1         | –                                        | 1985             |
| 1. FC Köln               | 0         | 1         | –                                        | 1986             |
| Dundee United            | 0         | 1         | –                                        | 1987             |
| VfB Stuttgart            | 0         | 1         | –                                        | 1989             |
| ACF Fiorentina           | 0         | 1         | –                                        | 1990             |
| Torino FC                | 0         | 1         | –                                        | 1992             |
| Red Bull Salzburg        | 0         | 1         | –                                        | 1994             |
| Girondins Bordeaux       | 0         | 1         | –                                        | 1996             |
| Lazio Rzym               | 0         | 1         | –                                        | 1998             |
| Deportivo Alavés         | 0         | 1         | –                                        | 2001             |
| Celtic                   | 0         | 1         | –                                        | 2003             |
| Sporting CP              | 0         | 1         | –                                        | 2005             |
| Middlesbrough F.C.       | 0         | 1         | –                                        | 2006             |
| Werder Brema             | 0         | 1         | –                                        | 2009             |
| Fulham F.C.              | 0         | 1         | –                                        | 2010             |
| SC Braga                 | 0         | 1         | –                                        | 2011             |
| Dnipro Dniepropetrowsk   | 0         | 1         | –                                        | 2015             |

## Osiągnięcia według państw
| Lp. | Kraj       | Zwycięzca | Finalista |
| --- | ---------- | --------- | --------- |
| 1.  | Hiszpania  | 14        | 5         |
| 2.  | Anglia     | 10        | 9         |
| 3.  | Włochy     | 10        | 8         |
| 4.  | Niemcy     | 7         | 10        |
| 5.  | Holandia   | 4         | 3         |
| 6.  | Portugalia | 2         | 5         |
| 7.  | Rosja      | 2         | 0         |
| 7.  | Szwecja    | 2         | 0         |
| 9.  | Belgia     | 1         | 2         |
| 10. | Ukraina    | 1         | 1         |
| 11. | Turcja     | 1         | 0         |
| 12. | Francja    | 0         | 5         |
| 13. | Szkocja    | 0         | 4         |
| 14. | Austria    | 0         | 1         |
| 14. | Jugosławia | 0         | 1         |
| 14. | Węgry      | 0         | 1         |

## Prawa telewizyjne w Polsce
Prawa telewizyjne do Ligi Europy i Ligi Konferencji UEFA posiada Polsat.